# Charles R. Lyons
Charles R. Lyons  (* 27. März 1933 in Glendale, Kalifornien; † 11. Mai 1999 in Palo Alto, Kalifornien) war Professor für Theater und Vergleichende Literaturwissenschaft an der Stanford University und Inhaber der Galerie Lyons Ltd. Er erhielt sein B.A. (1955), M.A. (1956) und Ph.D. (1964) von Stanford. Während seines Grundstudiums hatte er sich durch die in Stanford bekannte und beliebte Professorin Margery Bailey, nach der sein Lehrstuhl später benannt wurde, für Shakespeares Dramen begeistern lassen.
Lyons ist als Theaterwissenschaftler vor allem für seine Arbeiten zur Theorie und Ästhetik des Theaters bekannt. Er hatte in den 1950er Jahren als Schauspieler in Los Angeles gewirkt, unter anderem am Pasadena Playhouse. Nach seinem Magister- und vor seinem Doktoratsstudium diente er in der United States Navy, mit Einsätzen im Fernen Osten und schließlich in Washington D.C. als Assistent von Jacques Cousteau.
Anfang der 1960er Jahre dozierte Lyons Theaterwissenschaft am Principia College in Illinois. Im Jahr 1968 erhielt er einen Ruf an die University of California, Berkeley, wo er später den Lehrstuhl für Theaterwissenschaft erhielt und später zum „Associate Dean of Letters and Sciences“ avancierte. 1973 kehrte er nach Stanford zurück, wo er den Lehrstuhl für Theaterwissenschaft übernahm und einen neuen Studienplan sowohl für Grundstudium als auch Doktoranden entwarf. Sein Ziel war es, den Doktoranden mit Theorie und Praxis des Theaters zu konfrontieren, um hochqualifizierte Fachleute für beide Bereiche auszubilden. Viele von seinen Schülern übernahmen Lehrstühle an amerikanischen Universitäten und den Theatern des Landes. Andere arbeiten heute im Film.
In seiner Forschung widmete sich Lyons Shakespeare, Tschechow, Ibsen, Brecht, Beckett und Shepard. Über diese publizierte er jeweils mindestens eine Monographie und mehrere Zeitschriftenbeiträge. Lyons führte auch immer wieder Regie, wie zum Beispiel Gays The Beggar’s Opera, Samuel Becketts Endgame, William Shakespeares Zwei Herren aus Verona und Hamlet.

## Auszeichnungen
- Fullbright scholar
- National Endowment for the Humanities fellowship
- MacArthur Fellowship
- Guggenheim Fellowship

## Werke
- Bertolt Brecht: The Despair and the Polemic, Southern Illinois University Press, 1968
- Shakespeare and the Ambiguity of Love's Triumph, Mouton, 1971
- Samuel Beckett, Macmillan, 1983, ISBN 978-0-333-29465-9
- Henrik Ibsen: The Divided Consciousness, Southern Illinois University Press, 1972, ISBN 978-0-8093-0550-6
- Critical Essays on Henrik Ibsen, G.K. Hall, 1987, ISBN 978-0-8161-8835-2
- Hedda Gabler: Gender, Role, and World, Twayne Publishers, 1990, ISBN 978-0-8057-9417-5